# Olivia Guerry
Olivia Guerry (1 de enero de 1971) es una deportista francesa que compitió en snowboard. Ganó una medalla de bronce en el Campeonato Mundial de Snowboard de 1999, en la prueba de campo a través.

## Medallero internacional
| Campeonato Mundial | Campeonato Mundial       | Campeonato Mundial | Campeonato Mundial |
| Año                | Lugar                    | Medalla            | Competición        |
| ------------------ | ------------------------ | ------------------ | ------------------ |
| 1999               | Berchtesgaden (Alemania) | Medalla de bronce  | Campo a través     |